# Drochia
Drochia est une ville située dans la partie nord de la République de Moldavie. Elle se trouve à 174 kilomètres de distance de la capitale Chișinău et à 67 km de Iași.
La ville est mentionnée pour la première fois par un chroniqueurs en 1777. En 1830, elle ne compte alors que 25 familles. Un document de 1847, l'augmentation de la population par la construction de la première entreprise industrielle.
Drochia a eu le statut de ville en 1973.

## Jumelage
- Dorohoi (Roumanie)
- Rădăuți (Roumanie)
- Baryssaw (Biélorussie)
- Colomeia (Ukraine)